# جاوشير
الجاوشير (الاسم العلمي: Opopanax) هو جنس من النباتات يتبع الفصيلة الخيمية من رتبة الخيميات. والجاوشير مفردة معربة عن الفارسية ومعناه لبن البقر لبياضه. والاسم العلمي Opopanax مركب من اليونانية opos بمعنى صمغ suc أو عصارة أو نُـسغ أو مُجاجة ومن panax بمعنى نبات طبي ـ ومنها panacée. يقترن اسم الجاوشير في اى؛ الطب العربي الصيدلة وصناعة العطور بنوع الجاوشير الكيروني. والجاوشير أيضا هو صمغ هذا النبات.

## أنواع الجاوشير
- جاوشير كيروني (الاسم العلمي:Opopanax chironius)
- جاوشير أهلب (الاسم العلمي:Opopanax hispidus)
- جاوشير فارسي (الاسم العلمي:Opopanax persicus)
- جاوشير أرمني (الاسم العلمي:Opopanax armenus)
- جاوشير أجرد (الاسم العلمي:Opopanax glabrus)
- جاوشير شائك (الاسم العلمي:Opopanax horridus)
- جاوشير عادي (الاسم العلمي:Opopanax opopanax)
- جاوشير صقلي (الاسم العلمي:Opopanax siculus)
- جاوشير سوري (الاسم العلمي:Opopanax syriacus)